# Elisabeth Hilmo
Elisabeth Hilmo Meyer (Trondheim, 29 de noviembre de 1976) es una exjugadora noruega de balonmano que se desempeñaba como pivote, internacional con la selección nacional noruega.

## Trayectoria

### Clubes
Hilmo comenzó su carrera en el Selbu IL, donde debutó en la máxima categoría del balonmano noruego. En 2001, tras el descenso del equipo, fue cedida al Byåsen IL. Regresó a Selbu en 2002, donde permaneció hasta el 2004.
Ese mismo año fichó por el Larvik HK, con el que ganó tres ligas consecutivas (2005, 2006, 2007). Además, conquistó la Recopa de Europa de balonmano en 2005.
Se retiró oficialmente en diciembre de 2007 debido a su embarazo, aunque disputó seis partidos esa temporada contribuyendo al título liguero de 2007/08.

### Trayectoria de clubes
- –2001:  Selbu IL
- 2001–2002:  → Byåsen IL (cesión)
- 2002–2004:  Selbu IL
- 2004–2007:  Larvik HK

### Selección
Debutó con la selección noruega el 25 de septiembre de 1998 en un partido contra Rusia. En total disputó 180 partidos internacionales y anotó 282 goles con el equipo nacional entre 1998 y 2006.
Fue parte del equipo campeón del Campeonato Europeo de Balonmano Femenino de 1998, del Campeonato Mundial de Balonmano Femenino de 1999 y del Campeonato Europeo de Balonmano Femenino de 2004. También ganó la medalla de bronce en los Juegos Olímpicos de Sídney 2000.

## Premios y títulos

### Con la selección
- 1 x Medalla de oro en el Campeonato del Mundo (1999)[1]
- 1 x Medalla de plata en el Campeonato del Mundo (2001)[5]
- 2 x Medalla de oro en el Campeonato Europeo  (1998, 2004)[1]
- 1 x Medalla de plata en el Campeonato Europeo (2002)[5]
- 1 x Medalla de bronce en los Juegos Olímpicos (2000)[1]

### Con sus clubes
- 3 x Liga de Noruega (2005, 2006, 2007)[2]
- 1 x Recopa de Europa de balonmano (2005)[3]

Individuales
- Estatuilla del balonmano de la Federación Noruega (2010)[6]

## Vida personal
Hilmo está casada desde 2011 con el exsaltador de esquí Christian Meyer, con quien tiene dos hijos. Se formó académicamente como ingeniera informática. Fue en 2007 cuando abandonó el deporte profesional por el embarazo de su primer hijo, jugando sus últimos partidos como profesional estando ya embarazada.